# Liste der Monuments historiques in Myon (Doubs)
Die Liste der Monuments historiques in Myon führt die Monuments historiques in der französischen Gemeinde Myon auf.

## Liste der Immobilien
| Bezeichnung                    | Beschreibung                                               | Standort               | Kennzeichnung | Schutzstatus | Datum | Bild           |
| ------------------------------ | ---------------------------------------------------------- | ---------------------- | ------------- | ------------ | ----- | -------------- |
| Kirche Assomption-de-la-Vierge | zwischen 1843 und 1850 erbaut, Architekt Maximin Painchaux | Rue de l’Église (Lage) | PA00101780    | Inscrit      | 1991  | weitere Bilder |

## Liste der Objekte
| Bezeichnung | Beschreibung          | Standort                                     | Kennzeichnung | Schutzstatus | Datum | Bild |
| ----------- | --------------------- | -------------------------------------------- | ------------- | ------------ | ----- | ---- |
| Glocke      | Bronze, 1776 gegossen | in der Kirche Assomption-de-la-Vierge (Lage) | PM25001161    | Classé       | 1943  |      |